# John Caim Carter
John Cain Carter (nascido em 1966 em San Antonio, Texas) é um criador de gado e conservacionista que fundou a organização brasileira de conservação da floresta tropical, Aliança da Terra. Carter mudou-se do Texas para o Brasil em 1996 onde, juntamente com a sua esposa, administravam uma fazenda de gado de 8.200 hectares entre os rios Xingu e Amazonas, no estado brasileiro de Mato Grosso. Chocado com o rápido desmatamento que ocorre na Floresta Amazónica, Carter iniciou a Aliança da Terra para fornecer incentivos económicos para agricultores e pecuaristas para preservar a floresta.